# 巴林足球協會
巴林足球協會（阿拉伯語：الاتحاد البحريني لكرة القدم)是專門管轄巴林足球事務的組織。該組織成立於1957年，並在1936年加入國際足協。同時，它也是亞洲足協、阿拉伯足協及西亞足協的成員。

## 外部連結
- 官方網頁
- 國際足協網頁 （页面存档备份，存于）
- 亞洲足協網頁 （页面存档备份，存于）